# أسبارتيل جلوكوزامين يوريا
أسبارتيل جلوكوزامين يوريا، أو بيلة أسبارتيل جلوكوزامين (بالإنجليزية Aspartylglucosaminuria، ورمزه «إيه جي يو») مرض وراثي يمتاز بتدهور الأداء العقلي المصحوب بزيادة في اضطرابات الجلد والعظام والمفاصل.
ينجم المرض عن عيب في إنزيم يُعرف «بأسبارتيل جلوكوزامينيداز» يؤدي دورًا مهمًا في أجسامنا لأنه يساعد على تحطيم بنى بعض السكريات (مثل السكريات قليلة التعدد) التي ترتبط ببعض الببروتينات (مثل البروتينات السكرية). يُصنف هذا المرض ضمن أدواء الجسميات الحالة لأنه يضعف فعالية الوظيفة الإنزيمية. يعمل إنزيم أسبارتيل جلوكوزامينيداز على تحطيم البروتينات السكرية التي توجد بوفرة في أنسجة الجسم وعلى سطوح العديد من الأعضاء مثل الكبد والطحال والغدة الدرقية والأعصاب. يُخزن الإنزيم السابق في الجسيمات الحالة مع مواد أخرى عندما لا تتحطم هذه البروتينات، فيسبب تراكمه ضررًا متزايدًا في الأنسجة والأعضاء.

## العلامات والأعراض
بعد الولادة، لا يبدي الأطفال أي علامة على تطوير أعراض المرض، لكن العلامات والأعراض تبرز بين السنة الثانية والرابعة من الحياة، وتسوء مع تقدم العمر، وقد تشمل ما يلي:
- زيادة تعرض المرضى لعدوى الجهاز التنفسي.
- تطور الجنف (انحراف العمود الفقري جانبيًا).
- النوب العصبية أو اضطرابات الحركة.
- رخاوة الجلد والمفاصل.
- تغير تدريجي في الملامح وجهية، وتشمل:

1. تسمك الجلد.
2. زيادة بروز التبدلات الوجهية.
3. ضخامة الرأس.
4. عرض الفك السفلي.
5. الأنف القصير العريض.
6. الخدان المدوران.[7]

- ظهور الاضطرابات التطورية والعقلية التي تتضمن:

1. الخسارة المترقية في القدرة على الكلام.
2. نقص القدرات الذهنية.
3. نقص التركيز قبل سن المدرسة.
4. يستمر التطور لكن أبطأ من المعتاد.[7]

- تحدث ذروة القدرة الفكرية في منتصف المراهقة، ما يسمح بانتقال المرض إلى مرحلة التراجع. يعود التدهور مجددًا عند وصول المصاب إلى سن 25 إلى 30 عامًا، وتشمل أعراض المرض في هذه المرحلة:

1. خسارة المهارات المكتسبة ما يسبب عجزًا شديدًا في التعلم.
2. تدهور المهارات الحركية.
3. نقص حركة المصاب وزيادة اعتماده على الآخرين.

(يفتقر الأطفال المصابون إلى التناسق الجسدي، لكنهم يبدون قدرةً على ممارسة الرياضات وأداء النشاطات اليومية حتى وصولهم سن البلوغ)
- تشيع الفتوق الإربية والسرية في السنة الأولى من الحياة.
- تشمل الأعراض الأقل شيوعًا:

1. ضخامة الطحال والكبد.
2. الإسهال.

- قد يكون متوسط طول المصابين أقل من الطبيعي لأنهم يميلون للبلوغ المبكر.
- قد يتطور الصرع في مرحلة البلوغ.
- أظهرت دراسات فنلندية أن معدل الحياة المتوقع أقصر من المتوسط.[8]

## الجينات
بيلة أسبارتيل جلوكوزامين اضطراب جيني مقهور يورث من كلا الوالدين. يولد مرضى هذا الاضطراب بنسختين من الجين الطافر المسبب للمرض. تأتي إحدى النسختين من بويضة الأم والأخرى من نطفة الأب. يجب أن يرث الفرد تبدلات في كلا جيني المرض حتى تتطور لديه الأعراض (وراثة جسمية مقهورة). يُصنف الفرد حاملًا للمرض عندما تنتقل إليه نسخة طافرة واحدة من الجين المسؤول عن المرض من أحد الأبوين.

## التشخيص
قد يُظهر فحص البول زيادةً في مقدار أسبارتيل جلوكوزامين المفرز من الكليتين، وهي الطريقة المتبعة لتشخيص هذا الاضطراب. يتطلب تأكيد التشخيص فحصًا دمويًا يساعد على كشف وجود إنزيم أسبارتيل جلوكوزامينيداز أو غيابه جزئيًا. تظهر عينات الجلد أيضًا الكمية المتاحة من هذا الإنزيم.

### التشخيص قبل الولادة
عند وجود طفل مشخص بهذا الاضطراب في إحدى العائلات، يمكن طرح خيار مراقبة النشاط الإنزيمي المشفر لبيلة أسبارتيل جلوكوزامين في الحمل المستقبلي للمساعدة على تشخيص إصابة الطفل التالي في حال حدوثه.

## العلاج
لا يوجد علاج متاح للشفاء من المرض أو إبطاء تطوره. خضع بعض المصابين إلى زراعة نخاع العظم أملًا بإنتاج الإنزيم الناقص، لكن نتائج الاختبارات غير مؤكدة حتى الوقت الحالي.

### أساليب الوقاية من علامات وأعراض المرض والتداخل عليها
يوصى بإجراء فحوص دورية للأذنين والسبيل التنفسي بسبب شيوع إصابتها بالعدوى لدى المرضى. قد يبدي المصابون حساسيةً شديدةً لأشعة الشمس، ويمثل ارتداء النظارات الشمسية والقبعات وأغطية الرأس الطريقة الأفضل لحماية أعينهم. يمكن علاج الصرع والأرق دوائيًا. من المفيد للأطفال المصابين أن يتلقوا تعليمهم في مدرسة ذات نظام تعليم متخصص بهذه الحالات.

### التأهيل
يجب البدء بعملية تأهيل المصابين بمرض بيلة أسبارتيل جلوكوزامين في المراحل الأولى من حياتهم. يشمل فريق التأهيل اختصاصيين متمرسين في حالات العجز والتأثيرات المسببة للإعاقة المؤثرة على الحياة اليومية. يتضمن التأهيل كلًا من التقييم والمساعدة بتقديم الخيارات المتاحة والمعلومات المتعلقة بالإعاقات والاستشارات الطبية.

## الإنذار
عادةً ما يبدي المصابون بمرض أسبارتيل جلوكوزامين يوريا منحًى تطوريًا طبيعيًا في مرحلة الرضاعة. تبدأ علامات التأخر التطوري بالظهور بين السنة الثانية والرابعة من العمر، لكن عملية التطور لا تتوقف. قد تشمل الأعراض البدئية الخرق و/أو تأخر النطق. يُبدي المصابون أيضًا زيادةً في معدل عدوى السبيل التنفسي العلوي. يستمر التطور حتى يقارب الفرد مرحلة البلوغ، لكن عادةً ما يبدي المرضى في السنوات الممتدة بين 13 و16 عامًا مستوًى ذهنيًا وحركيًا يماثل مستوى طفل بعمر 5-6 سنوات. يحدث تدهور تدريجي في القدرات العقلية والمهارات الحركية حول فترة البلوغ، ويستمر هذا التدهور المترقي إلى ما يقارب عمر 25-28 الذي يحدث فيه عجز متسارع في قدرات المريض، ما يسبب إعاقةً ذهنيةً شديدةً.

## الوبائيات
يُقدر أن مرض بيلة أسبارتيل جلوكوزامين يصيب واحدًا من كل 18,500 فرد في فنلندا، لكنه أقل انتشارًا في بقية البلدان، ويبقى معدل وقوعه مجهولًا. رغم أن هذا المرض قد يحدث في مجموعات عرقية وإثنية متنوعة، دعمت إحدى الدراسات البيانات القائلة بأن انتشاره أعلى في الأفراد من أصل فنلندي، إذ يبلغ معدل وقوعه واحدًا من كل 26,000 فنلندي، بينما تبلغ نسبة الحملة واحدًا من كل 18,000 فرد. يمثل المرض ثالث أشيع متلازمات العجز الذهني والتشوهات الخلقية المتعددة في فنلندا بعد تثلث الصبغي 21 ومتلازمة الكروموسوم إكس الهش.